# Пенья-Санта
Пенья-Санта або Торре-Санта (ісп. Peña Santa, Torre Santa) — гора в Іспанії.
Абсолютна висота — 2596 метрів. Це одна з найвищих вершин  Кантабрійських гір і найвища точка гірського масиву Корніон, західної частини хребта Пікос-де-Еуропа.
Гора має 3 вершини, знаходиться на кордоні Астурії і  провінції  Леон (Кастилія і Леон). Хоча самі вершини розташовані в Леоні, на схилах Пенья-Санті в Астурії знаходиться село Ковадонга, в долині де сталася легендарна битва, що поклала початок Реконкісті.
Перше сходження зареєстровано 4 серпня 1892 року.